# NGC 6201
NGC 6201 (другие обозначения — ZWG 138.53, PGC 58727) — эллиптическая галактика (E) в созвездии Геркулес.
Этот объект входит в число перечисленных в оригинальной редакции «Нового общего каталога».